# ヴェルナー・フォン・ブラウンの歌
ヴェルナー・フォン・ブラウンの歌（ヴェルナー・フォン・ブラウンのうた、原題："Wernher von Braun"）はアメリカ合衆国の歌。
アメリカ合衆国の歌手で数学者でもあったトム・レーラーが、科学者フォン・ブラウンの偉業を皮肉って歌った歌。That Was the Year That Was (1965年)に収録。
これはNASAの宇宙計画に膨大な予算がつぎ込まれ社会保障政策がなおざりにされている現状を憂いて歌った歌とされる。1950年代にヒットした。
NASAにおけるジェミニ計画、アポロ計画は膨大な予算を必要とした。これは全科学予算の多くを吸収するもので、当時のアカデミズムにおいて問題を引き起こした。